# Фенчов
Фенчов (њем. Ventschow) општина је у њемачкој савезној држави Мекленбург-Западна Померанија. Једно је од 91 општинског средишта округа Нордвестмекленбург. Према процјени из 2010. у општини је живјело 784 становника. Посједује регионалну шифру (AGS) 13058103.

## Географски и демографски подаци
Фенчов се налази у савезној држави Мекленбург-Западна Померанија у округу Нордвестмекленбург. Општина се налази на надморској висини од 38 метара. Површина општине износи 13,6 km². У самом мјесту је, према процјени из 2010. године, живјело 784 становника. Просјечна густина становништва износи 58 становника/km².